# Leichtathletik-Weltmeisterschaften 2009/Dreisprung der Frauen

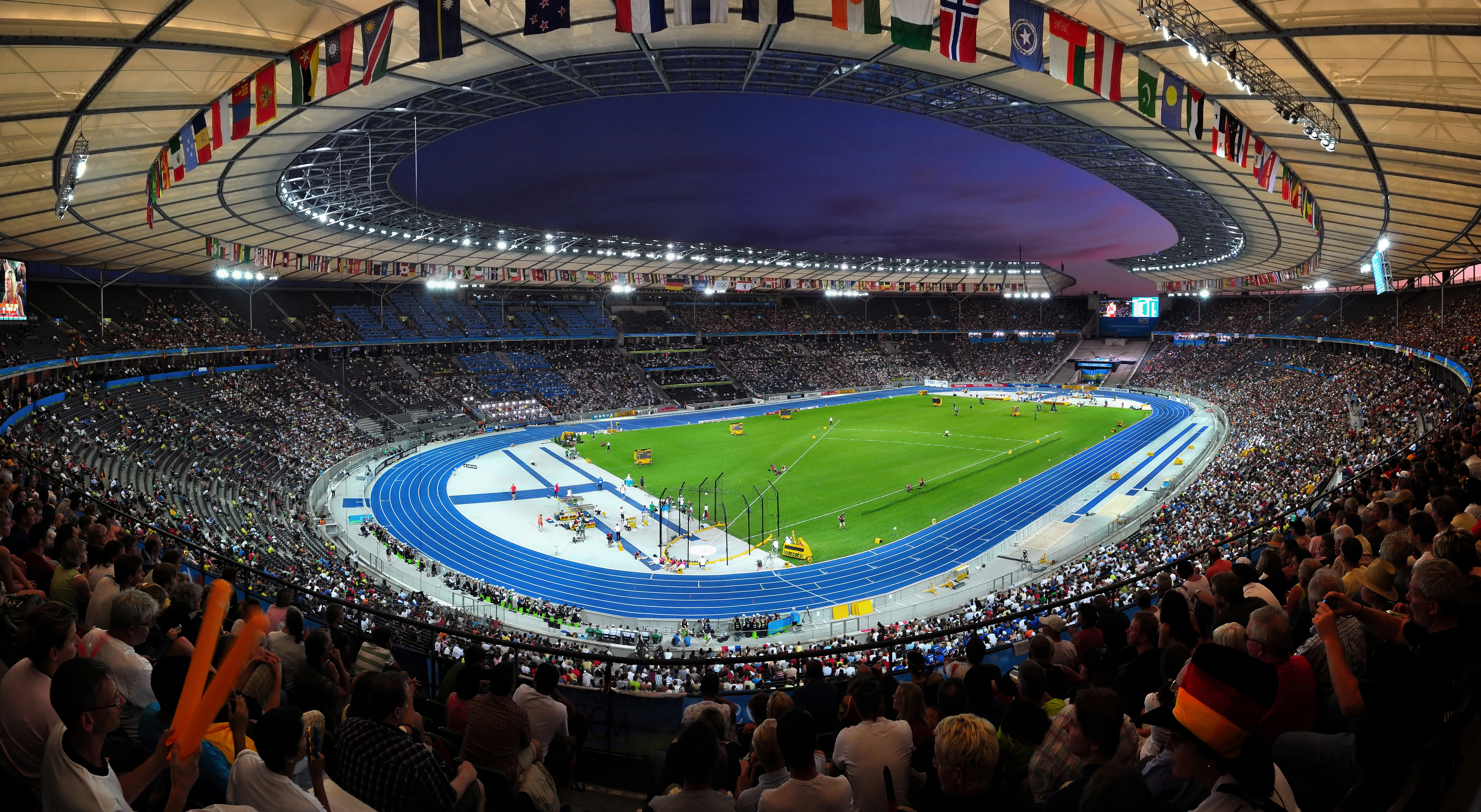
Das Berliner Olympiastadion während der Leichtathletik-Weltmeisterschaften

Der Dreisprung der Frauen bei den Leichtathletik-Weltmeisterschaften 2009 wurde am 15. und 17. August 2009 im Olympiastadion der deutschen Hauptstadt Berlin ausgetragen.
Die kubanischen Dreispringerinnen erzielten in diesem Wettbewerb einen Doppelsieg. Weltmeisterin wurde die Titelverteidigerin und WM-Zweite von 2005 Yargelis Savigne. Sie hatte bei den Weltmeisterschaften 2005 außerdem Bronze im Weitsprung errungen. Den zweiten Rang belegte Mabel Gay. Wie bei den Weltmeisterschaften 2005 und den Europameisterschaften 2006 ging Bronze an die Russin Anna Pjatych.

## Bestehende Rekorde
| Weltrekord               | 15,50 m | Inessa Krawez | WM 1995 in Göteborg, Schweden | 10. August 1995 |
| Weltmeisterschaftsrekord | 15,50 m | Inessa Krawez | WM 1995 in Göteborg, Schweden | 10. August 1995 |

Der bestehende WM-Rekord wurde bei diesen Weltmeisterschaften nicht eingestellt und nicht verbessert.
Es war ein Landesrekord zu verzeichnen:

14,52 m – Biljana Topić (Serbien), Finale am 17. August

## Doping
Im Dreisprung gab es zwei Dopingfälle:
- Tatjana Lebedewa, Russland – zunächst Sechste. Ihr wurde wie vielen anderen Sportlern auch bei Nachtests ein Verstoß gegen die Antidopingbestimmungen nachgewiesen, hier ging es um den Einsatz von Turinabol. Auch in ihrem Fall dauerte es mehrere Jahre bis zur juristisch feststehenden Entscheidung. Ihre Silbermedaillen von den Olympischen Spielen 2008 im Weit- und Dreisprung sowie von den Weltmeisterschaften 2009 im Weitsprung musste sie schließlich zurückgeben. Auch ihr sechster Platz im Dreisprung von diesen Weltmeisterschaften wurde ihr aberkannt. Darüber hinaus hatte sie eine vierjährige Sperre hinzunehmen.[2]
- Athanasia Perra, Griechenland – in der Qualifikation ausgeschieden. Sie wurde wegen Verstoßes gegen die Antidopingbestimmungen bei diesen Weltmeisterschaften disqualifiziert.[3]

Es gab zwei benachteiligte Athletinnen, betroffen waren Sportlerinnen im Finale und in der Qualifikation. Unter Zugrundelegung der tatsächlichen Ergebnisse waren dies im Einzelnen:
- Xie Limei, Volksrepublik China – Ihr hätten im Finale als Achtplatzierter nach dem Vorkampf drei weitere Versuche zugestanden.
- Yamilé Aldama, Kuba – Sie wäre als Zwölftplatzierte nach der Qualifikation im Finale startberechtigt gewesen.

## Windbedingungen
Der erlaubte Grenzwert für die Windunterstützung liegt bei zwei Metern pro Sekunde. Bei stärkeren Werten wird die Weite für den Wettkampf gewertet, findet jedoch keinen Eingang in Rekord- und Bestenlisten.
Auf die Angabe der Windbedingungen zu den einzelnen Sprüngen muss hier außer für die jeweils beste Leistung der Athletinnen verzichtet werden, weil die Quellen hierzu ausnahmsweise keine Grundlage bieten. Bei der Zusammenstellung der einzelnen Versuche bei worldathletics.org ist offensichtlich ein ziemliches Durcheinander entstanden.

## Legende
Kurze Übersicht zur Bedeutung der Symbolik – so üblicherweise auch in sonstigen Veröffentlichungen verwendet:
| – | verzichtet                            |
| x | ungültig                              |
| r | Wettkampf nicht fortgesetzt (retired) |

## Qualifikation
15. August 2009, 11:00 Uhr
34 Teilnehmerinnen traten in zwei Gruppen zur Qualifikationsrunde an. Die Qualifikationsweite für den direkten Finaleinzug betrug 14,45 m. Vier Athletinnen übertrafen diese Marke (hellblau unterlegt). Das Finalfeld wurde mit den acht nächstplatzierten Sportlerinnen auf zwölf Springerinnen aufgefüllt (hellgrün unterlegt). So mussten schließlich 60,46 m für die Finalteilnahme erbracht werden.

### Gruppe A
| Platz | Name                   | Nation       | Resultat (m) Wind (m/s) | 1. Versuch (m) | 2. Versuch (m) | 3. Versuch (m) | Anmerkung                              |
| 1     | Yargelis Savigne       | Kuba         | 14,53 / −1,5            | x              | 14,53          | –              |                                        |
| 2     | Teresa Nzola Meso      | Frankreich   | 14,32 / +0,9            | x              | 13,87          | 14,32          |                                        |
| 3     | Anna Pjatych           | Russland     | 14,27 / +0,2            | x              | 14,01          | 14,27          |                                        |
| 4     | Dana Velďáková         | Slowakei     | 14,25 / −1,0            | x              | 14,25          | 14,20          |                                        |
| 5     | Yamilé Aldama          | Kuba         | 14,11 / +0,1            | 13,96          | 13,83          | 14,11          | eigentlich für das Finale qualifiziert |
| 6     | Petja Datschewa        | Bulgarien    | 14,11 / +0,6            | 13,63          | 13,56          | 14,11          |                                        |
| 7     | Kimberly Williams      | Jamaika      | 14,08 / +0,9            | x              | 14,08          | x              |                                        |
| 8     | Snežana Vukmirović     | Slowenien    | 13,92 / ±0,0            | 13,92          | x              | x              |                                        |
| 9     | Svetlana Bolshakova    | Belgien      | 13,89 / +0,3            | 13,89          | x              | 13,73          |                                        |
| 10    | Magdelín Martínez      | Italien      | 13,87 / −0,4            | 13,80          | 13,72          | 13,87          |                                        |
| 11    | Martina Šestáková      | Tschechien   | 13,84 / −0,9            | x              | 13,69          | 13,84          |                                        |
| 12    | Litwinenko             | Kasachstan   | 13,82 / +0,1            | 13,63          | 13,77          | 13,82          |                                        |
| 13    | Shani Marks            | USA          | 13,67 / +0,3            | x              | x              | 13,67          |                                        |
| 14    | Paraskevi Papachristou | Griechenland | 13,58 / +0,8            | 13,58          | x              | 13,58          |                                        |
| 15    | Lilija Kulyk           | Ukraine      | 13,41 / −1,8            | 13,37          | 13,41          | 13,41          |                                        |
| 16    | Erica McLain           | USA          | 13,39 / −0,3            | 13,34          | x              | 13,39          |                                        |
| 17    | Patricia Sylvester     | Grenada      | 13,22 / +0,9            | 13,22          | 13,05          | 12,89          |                                        |
| DOP   | Tatjana Lebedewa       | Russland     | 14,45 / −1,2            | 14,45 / −1,2   | –              | –              | für das Finale zugelassen              |

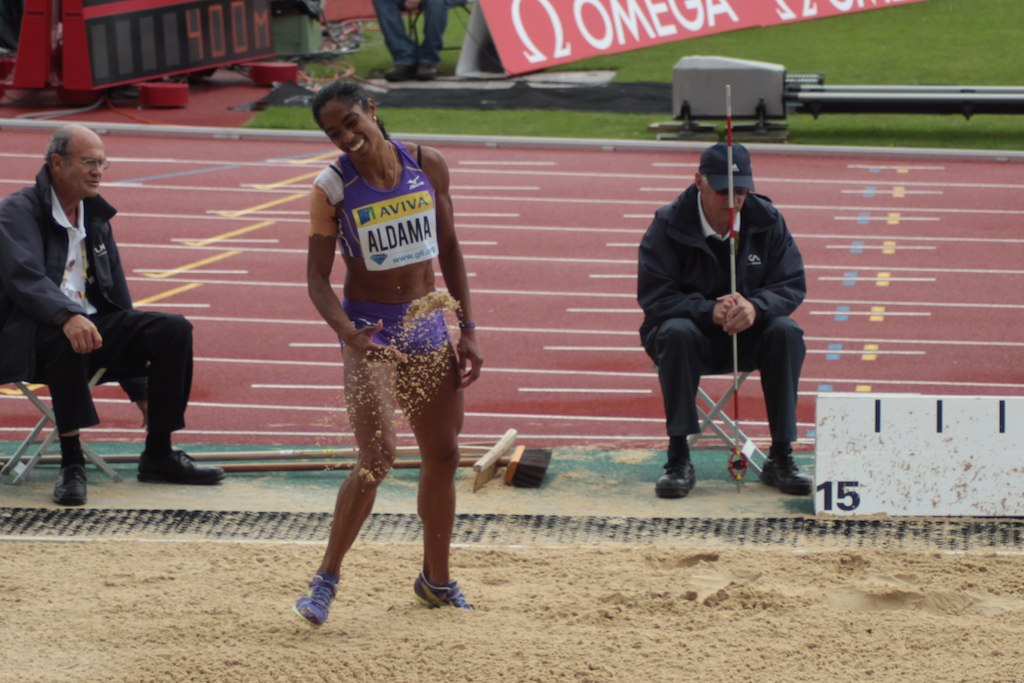
Yamilé Aldama konnte trotz ihrer 14,11 m wegen einer später disqualifizierten gedopten Athletin nicht am Finale teilnehmen

In Qualifikationsgruppe A ausgeschiedene Dreispringerinnen:

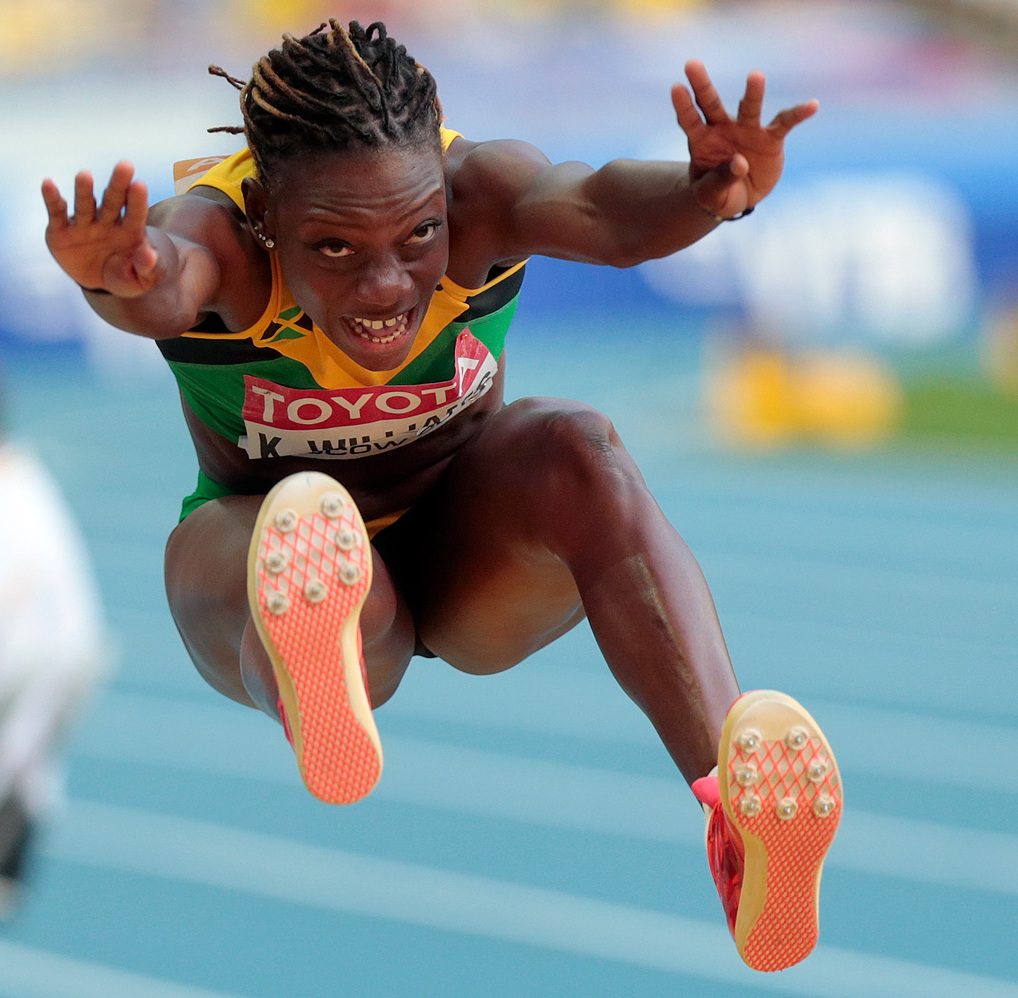
Kimberly Williams Rang sieben mit 14,08 m
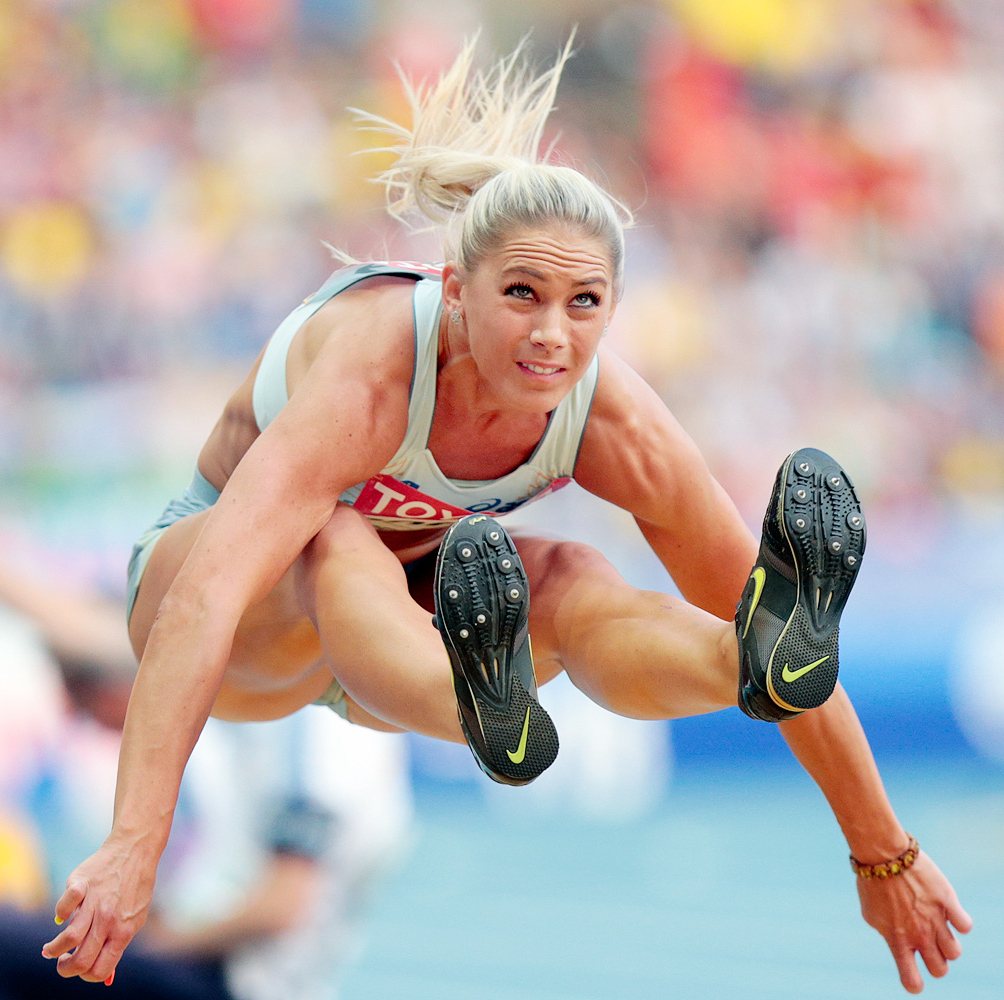
Snežana Vukmirović, spätere Snežana Rodič – Rang acht mit 13,92 m
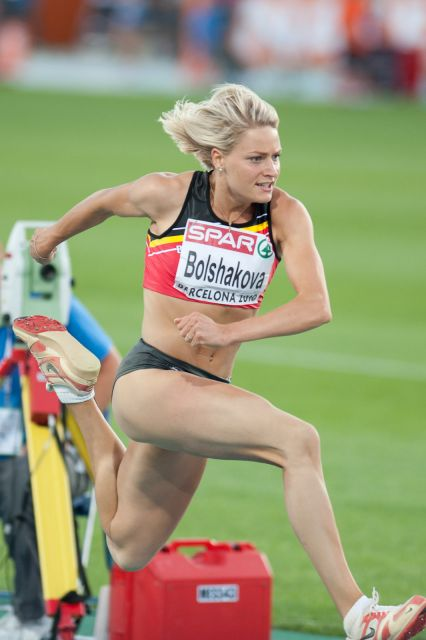
Svetlana Bolshakova Rang neun mit 13,89 m
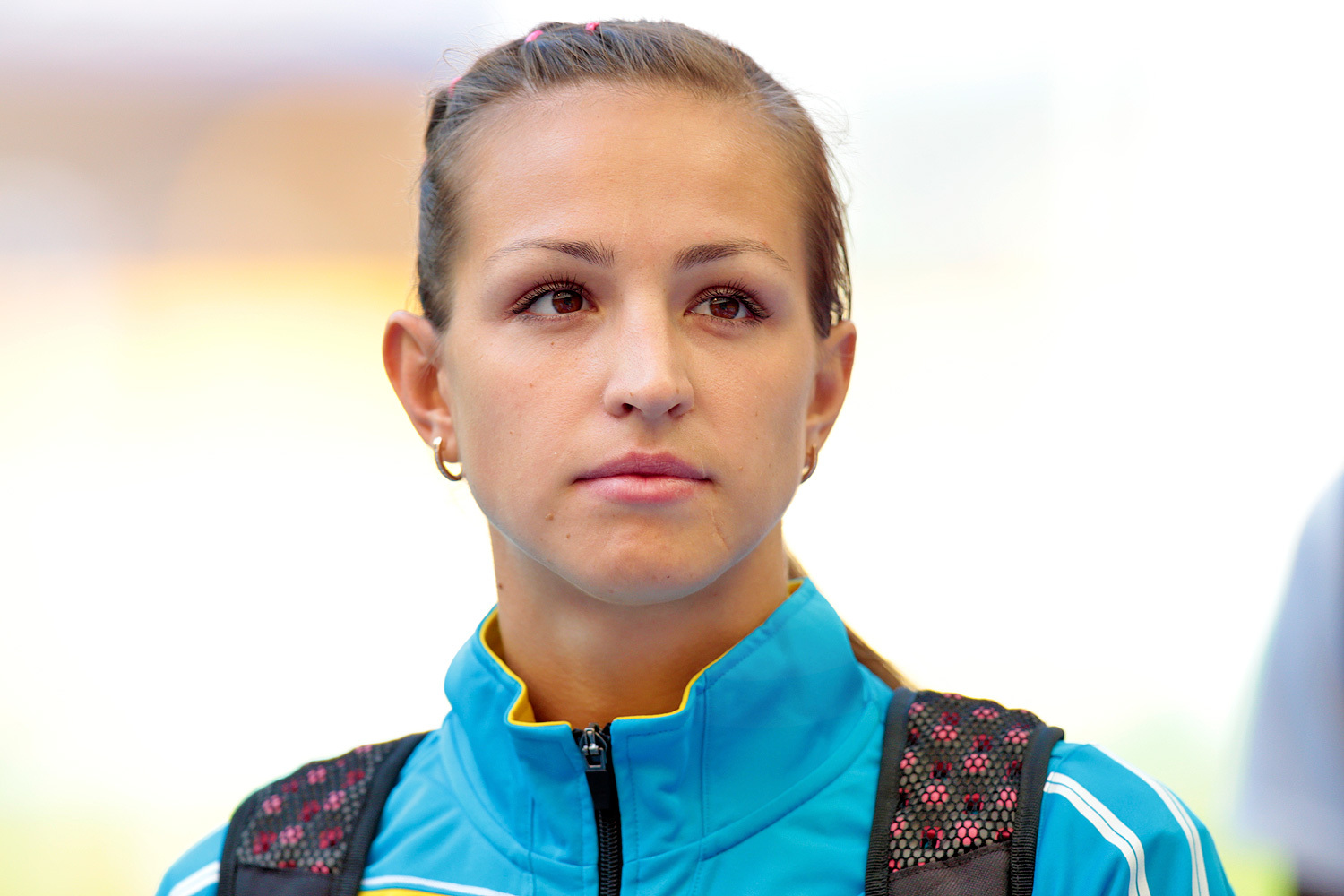
Irina Ektowa Rang zwölf mit 13,82 m
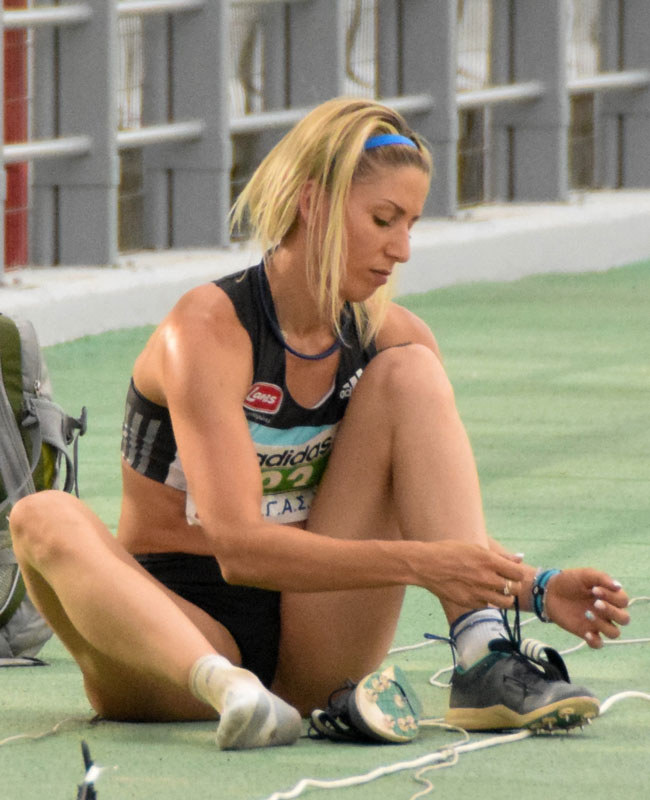
Paraskevi Papachristou Rang vierzehn mit 13,58 m

### Gruppe B
| Platz | Name                   | Nation              | Resultat (m) Wind (m/s) | 1. Versuch (m) | 2. Versuch (m) | 3. Versuch (m) |
| 1     | Xie Limei              | Volksrepublik China | 14,62 / +0,5            | 14,62          | –              | –              |
| 2     | Mabel Gay              | Kuba                | 14,53 / −1,2            | x              | 14,62          | –              |
| 3     | Biljana Topić          | Serbien             | 14,37 / +0,3            | 14,37          | 13,80          | –              |
| 4     | Cristina Bujin         | Rumänien            | 14,29 / +0,3            | 14,22          | 12,82          | 14,29          |
| 5     | Trecia Smith           | Jamaika             | 14,21 / +0,1            | x              | x              | 14,21          |
| 6     | Gisele de Oliveira     | Brasilien           | 14,14 / +0,6            | 13,70          | 13,79          | 14,14          |
| 7     | Olga Rypakowa          | Kasachstan          | 14,13 / −0,7            | 14,02          | x              | 14,13          |
| 8     | Małgorzata Trybańska   | Polen               | 14,06 / +1,2            | x              | 14,06          | 13,80          |
| 9     | Shakeema Welsch        | USA                 | 14,01 / +3,2            | x              | x              | 14,01          |
| 10    | Svitlana Mamyeyeva     | Ukraine             | 13,92 / +0,7            | 13,92          | 13,35          | 13,70          |
| 11    | Natalia Iastrebova     | Ukraine             | 13,74 / −0,8            | x              | 13,58          | 13,74          |
| 12    | Marija Šestak          | Slowenien           | 13,69 / −0,8            | x              | x              | 13,69          |
| 13    | Nadeschda Aljochina    | Russland            | 13,60 / −0,7            | x              | x              | 13,60          |
| 14    | Vanessa Gladone        | Frankreich          | 13,51 / +0,8            | 13,51          | 13,42          | 13,40          |
| 15    | Katja Demut            | Deutschland         | 11,38 / −1,3            | x              | 11,38          | r              |
| DOP   | Athanasia Perra        | Griechenland        | 13,69 / +0,2            | 13,69          | x              | x              |
| DNS   | Françoise Mbango Etone | Frankreich          |                         |                |                |                |

In Qualifikationsgruppe B ausgeschiedene Dreispringerinnen:

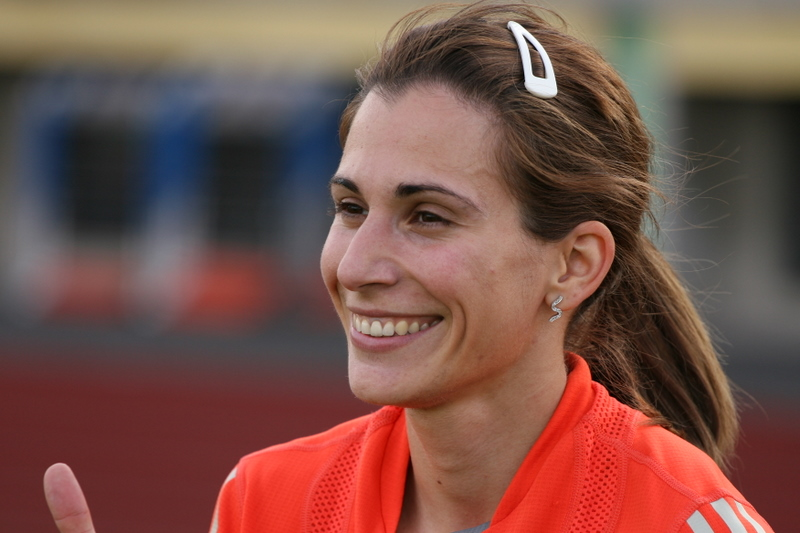
Marija Šestak Rang zwölf mit 13,69 m
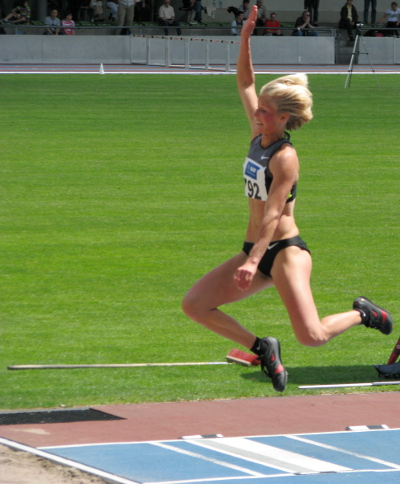
Katja Demut gab nach 11,38 m im zweiten Durchgang verletzt auf
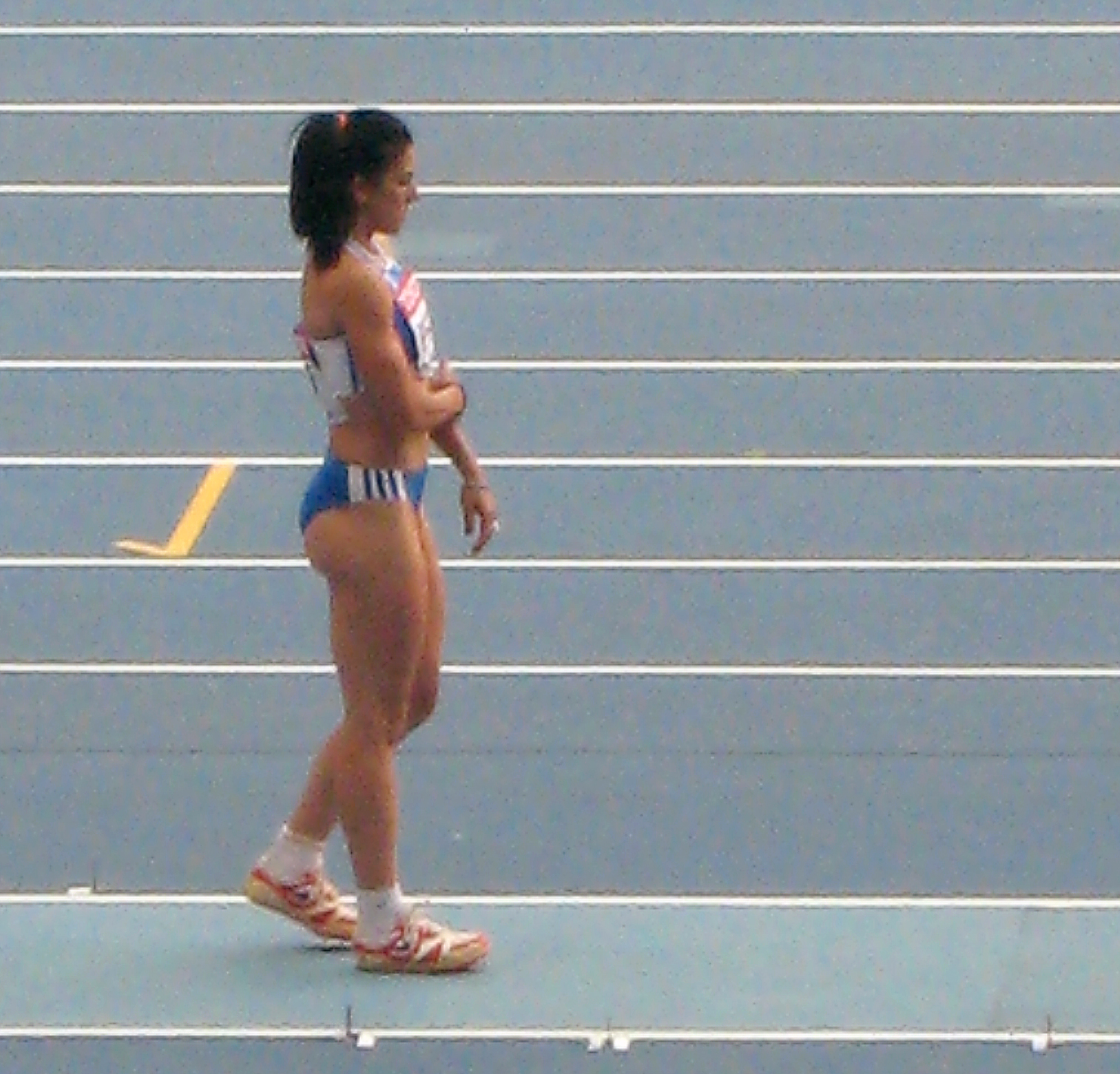
Athanasia Perra wurde wegen Dopingvergehens disqualifiziert

## Finale
17. August 2009, 20:00 Uhr
| Platz | Name               | Nation              | Resultat (m) Wind (m/s) | 1. Versuch (m) | 2. Versuch (m) | 3. Versuch (m) | 4. Versuch (m)                                  | 5. Versuch (m)                                  | 6. Versuch (m)                                  |
| 1     | Yargelis Savigne   | Kuba                | 14,95 / +1,3            | 14,45          | 14,14          | 14,89          | 14,85                                           | 14,95                                           | 14,39                                           |
| 2     | Mabel Gay          | Kuba                | 14,61 / −0,2            | 13,87          | 14,50          | x              | 14,61                                           | 14,48                                           | 14,04                                           |
| 3     | Anna Pjatych       | Russland            | 14,58 / −0,4            | 13,72          | 14,23          | 13,66          | 14,58                                           | 14,46                                           | 14,53                                           |
| 4     | Biljana Topić      | Serbien             | 14,52 / −0,1 NR         | 14,21          | 14,38          | 14,27          | 14,52                                           | 14,43                                           | 14,10                                           |
| 5     | Trecia Smith       | Jamaika             | 14,48 / −0,2            | 14,31          | x              | x              | 14,41                                           | 14,48                                           | x                                               |
| 6     | Cristina Bujin     | Rumänien            | 14,26 / −0.2            | 14,26          | 14,00          | 14,02          | 14,20                                           | 14,16                                           | 14,15                                           |
| 7     | Dana Velďáková     | Slowakei            | 14,25 / −0,1            | 14,25          | x              | 12,86          | 14,14                                           | 14,19                                           | 14,13                                           |
| 8     | Xie Limei          | Volksrepublik China | 14,16 / −0,1            | 14,16          | 11,46          | 14,06          | eigentlich zu drei weiteren Sprüngen berechtigt | eigentlich zu drei weiteren Sprüngen berechtigt | eigentlich zu drei weiteren Sprüngen berechtigt |
| 9     | Olga Rypakowa      | Kasachstan          | 13,91 / −0,2            | x              | 13,91          | 13,71          | nicht im Finale der besten acht Springerinnen   | nicht im Finale der besten acht Springerinnen   | nicht im Finale der besten acht Springerinnen   |
| 10    | Teresa Nzola Meso  | Frankreich          | 13,79 / ±0,0            | 13,77          | 13,79          | x              | nicht im Finale der besten acht Springerinnen   | nicht im Finale der besten acht Springerinnen   | nicht im Finale der besten acht Springerinnen   |
| 11    | Gisele de Oliveira | Brasilien           | 13,19 / −0,2            | x              | 13,19          | r              | nicht im Finale der besten acht Springerinnen   | nicht im Finale der besten acht Springerinnen   | nicht im Finale der besten acht Springerinnen   |
| DOP   | Tatjana Lebedewa   | Russland            | 14,37 / ±0,0            | x              | 14,37          | 14,23          | 14,22                                           | 14,26                                           | 14,28                                           |

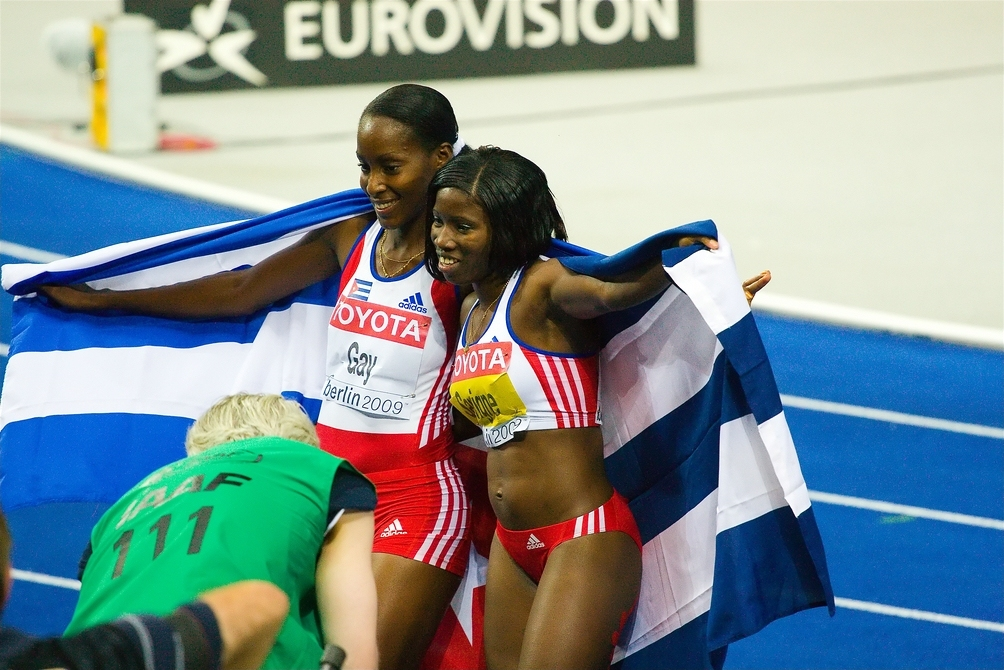
Kubanische Freude nach Doppelsieg: Weltmeisterin Yargelis Savigne (rechts) und Mabel Gay
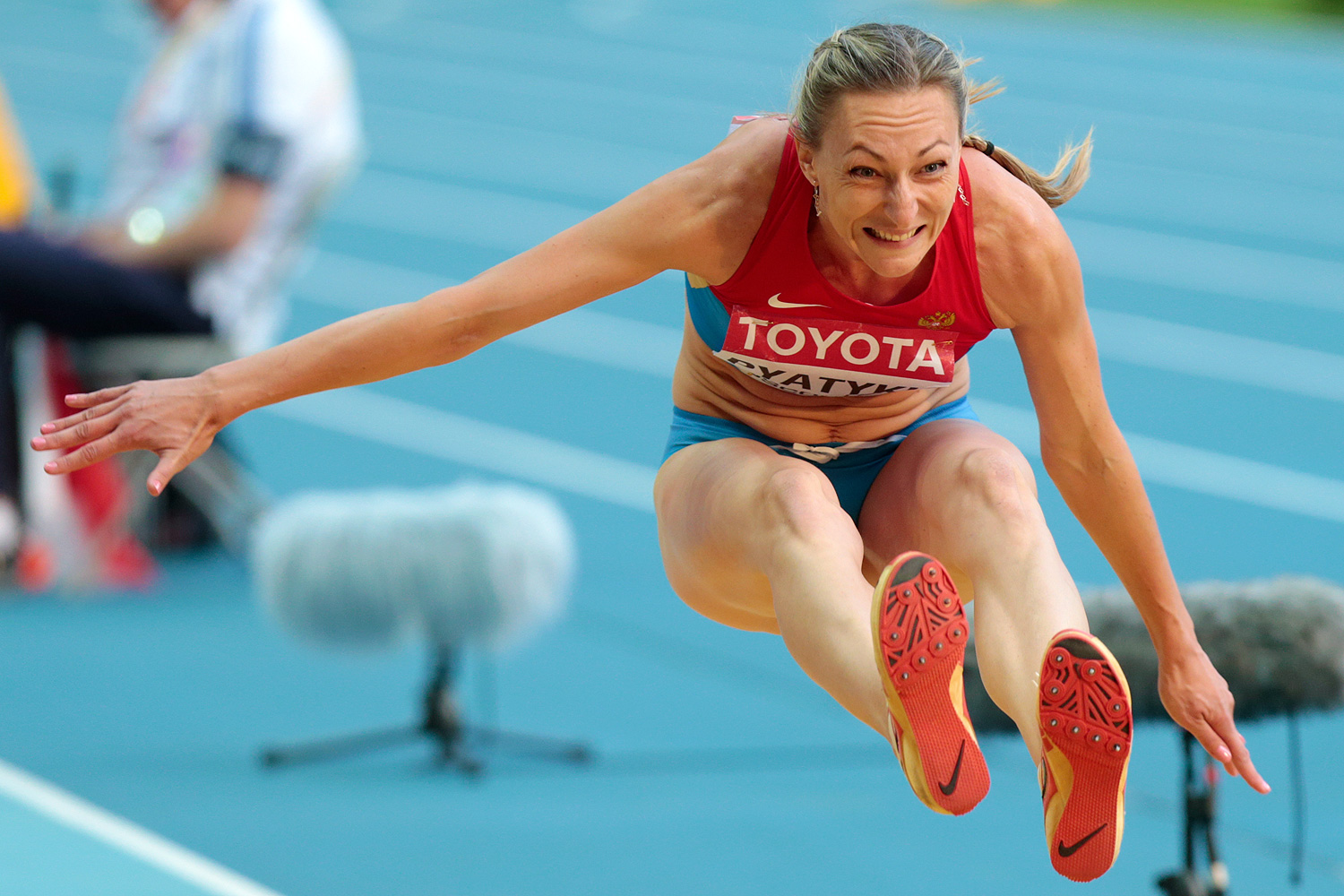
Wieder Bronze gab es für die WM-Dritte von 2005 und EM-Dritte von 2006
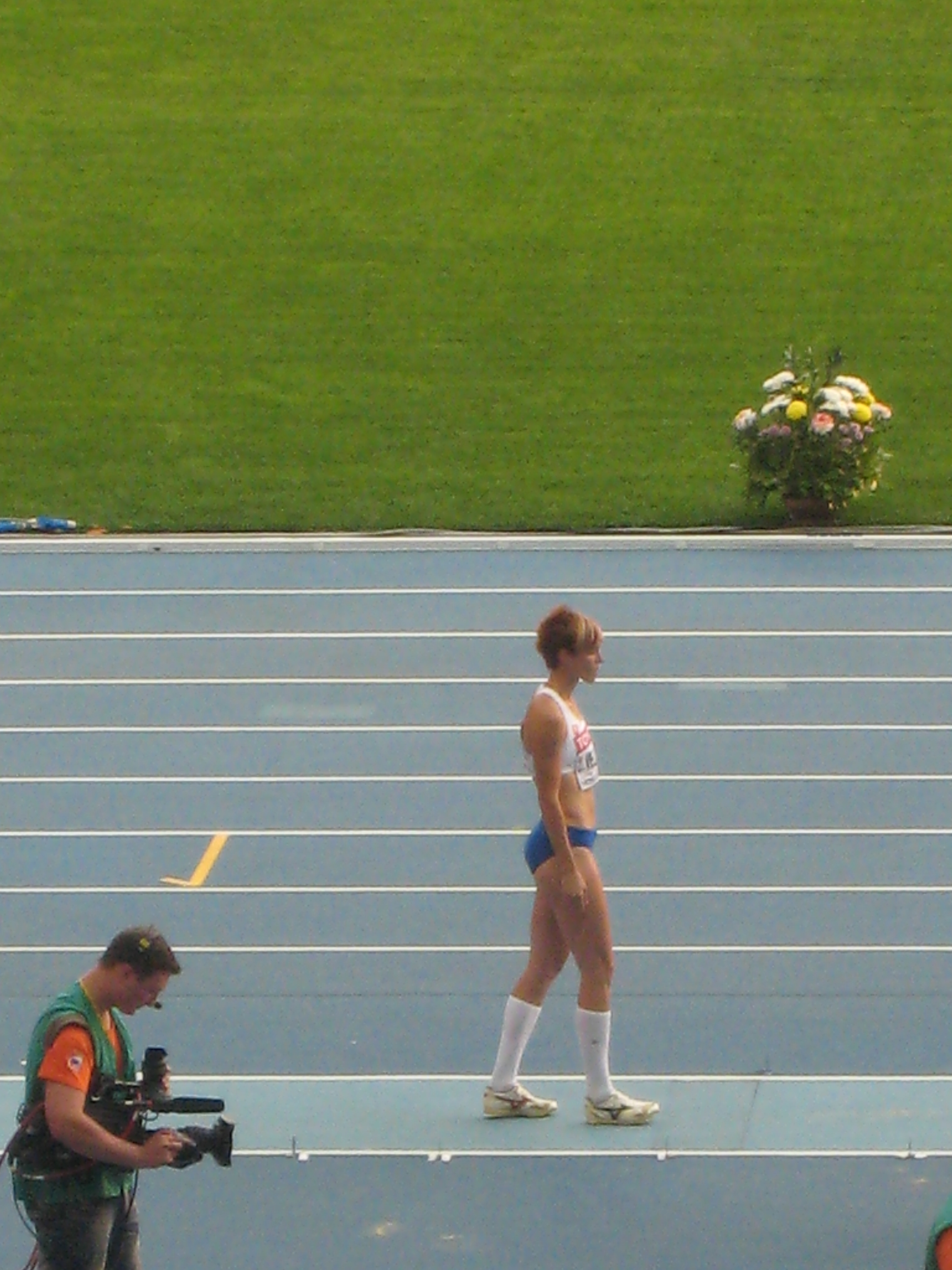
Dana Velďáková belegte Rang sieben
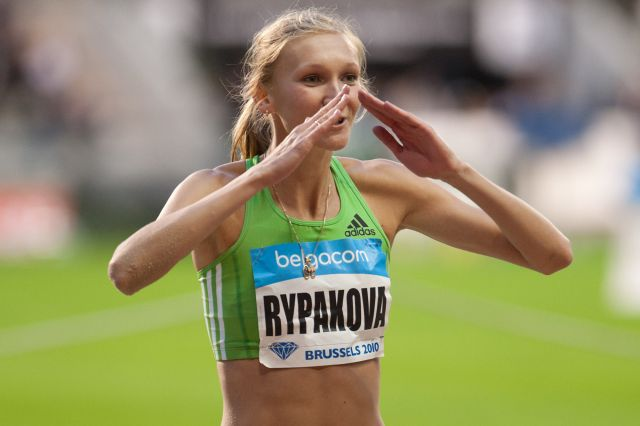
Olga Rypakowa erreichte Platz neun
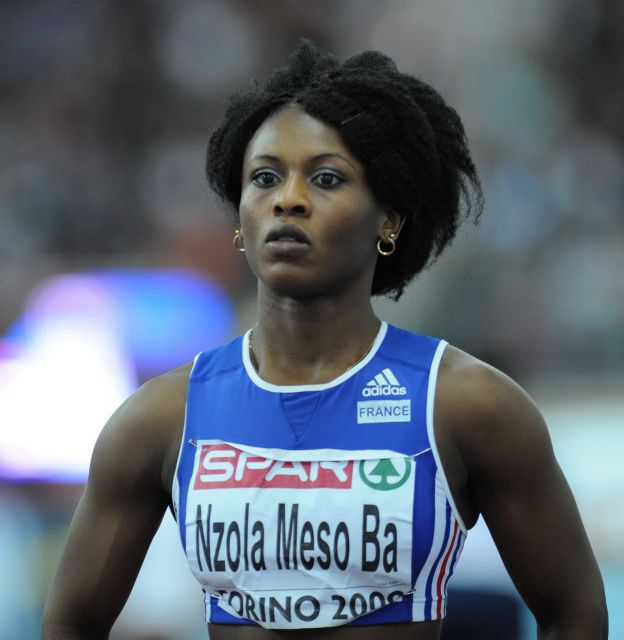
Die zehntplatzierte Teresa Nzola Meso
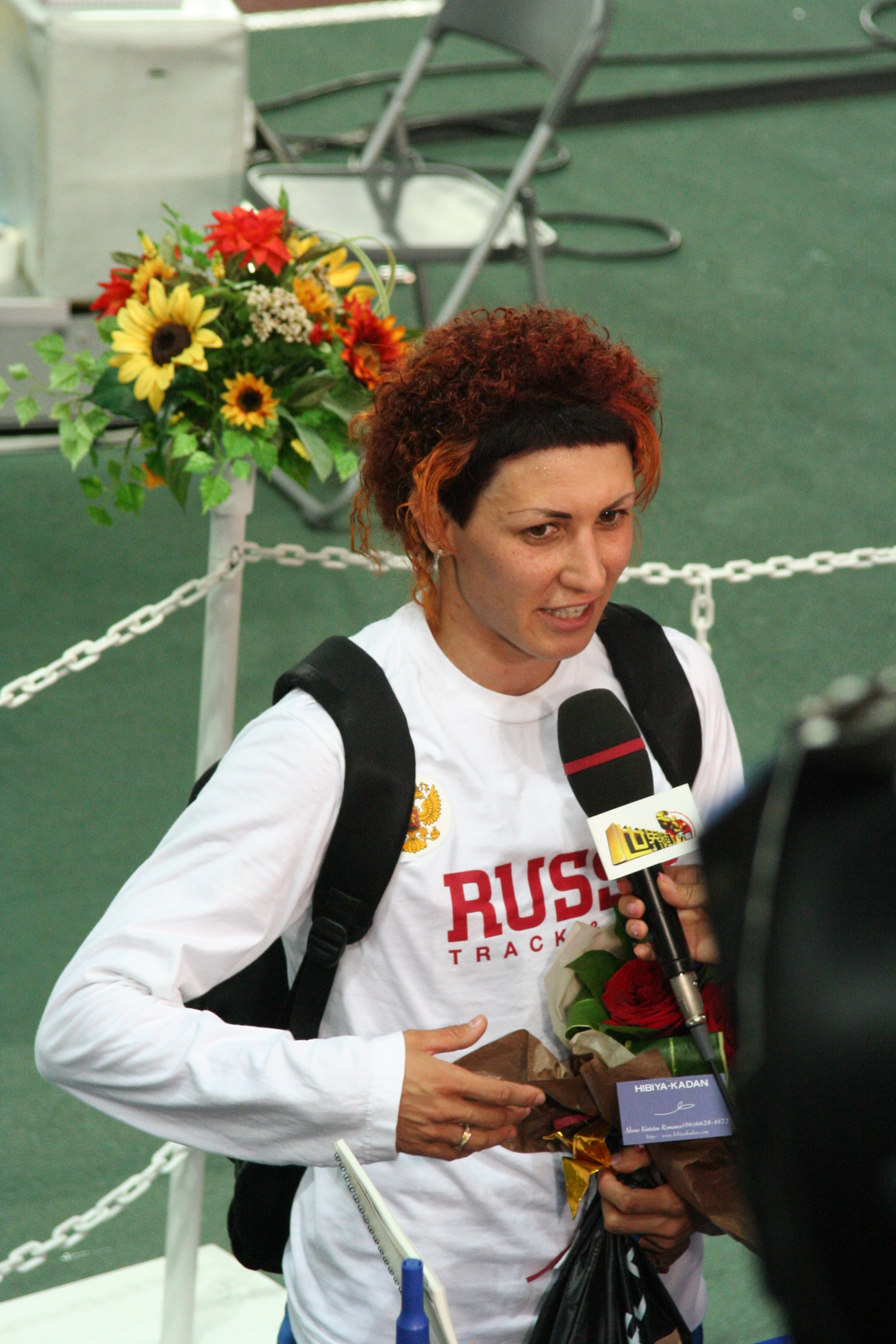
Dopingsünderin Tatjana Lebedewa – hier im Interview bei den Weltmeisterschaften 2007

## Video
- 2009 Women's triple jump Final - Berlin World Championships in Athletics Yargelis Savigne, youtube.com, abgerufen am 9. Dezember 2020